# نيلوفر محبي
نيلوفر مُحِبِّي (من مواليد نوفمبر 1366 هجري شمسي/تشرين الثاني، 1987) عازفة كمان وملحنة إيرانية.

## حياتها
ولدت نيلوفر محبي في نوفمبر 1366 في طهران. تخرجت من المعهد الموسيقي للبنات، وحصلت على درجة البكالوريوس في الموسيقى من جامعة العلوم التطبيقية. تعلَّمت العزف على الكمان في المعهد الموسيقي مع سيافاش زهيرالديني. من بين أساتذتها الآخرين، يمكن أن نذكر موسيقيين مثل: مهريبان توفيق، مهرازين كرانديش، مينو باداي، أكبر محمدي، عماد نقوي، هومان أسعادي، سهيل دهباستي، سيافاش بايزائي، عبد الناقي أفشارنيا، تقي الزرابي، مسعود إبراهيمي، جاويد مجلسي، وغيرهم. كما تعاونت مع فنانين مثل: علي رضا قرباني، حسين علي زاده، فاردين خلعتبري، بيمان يزدانيان، وفريدون شهبازيان.
أصدَرَت ي عام 2016 ألبومها المستقل "من المخفي إلى اللامتناهي" (از نهان تا بی‌کران)، وقد رُشِّح الألبوم للحصول على جائزة أفضل ألبوم موسيقى بوب في مهرجان الموسيقى السنوي الخامس لدينا. ومن بين مؤلفاتها موسيقى فيلم "ماسو" للمخرج أصغر محبي، والفيلم القصير نيهان" للمخرج محمد هرمزي. كما تم إطلاق أغنية "تشوبي" المستوحاة من الموسيقى الشعبية الكردية-لوري، من تأليفها وأدائها، كما مثلت نيلوفر محبي في فيلم "تقرير مريم" (گزارش مریم)، الذي أخرجه إسماعيل براري عام 2004. في أبريل 2018، صعدت على خشبة المسرح مع فرقة "مینیاتور" الرباعية في حفلات "المدينة الصامتة" لكيهان كلهر.

## الأعمال الفنية

### ألبوم موسيقي
- از نهان تا بیکران
- رنج آگاه (شهریور ۱۳۹۹)

## نشاطات فنية
- من بين الأنشطة الفنية لنيلوفر محبي ما يلي:
- عزف في أوركسترا طهران السيمفونية.
- عزف في أوركسترا إيران الوطنية.
- عزف في أوركسترا طهران الفلهارمونية.
- عزف في أوركسترا نيافاران.
- العزف مع رباعية "نفاك".
- لتعاون مع فرقة "مينياتور".
- التعاون مع فرقة "اشتياق".